# Périllartine
La périllartine, est un édulcorant intense artificiel principalement utilisé au Japon.
La périllartine est une oxime, synthétisée à partir de la périllaldéhyde, un terpène cyclique extrait des feuilles, des graines et des fleurs de la Perilla frutescens L. Britton (Labiatae) qui pousse en Inde.
La périllartine est faiblement soluble dans l'eau 0,08 g·L-1 à 25 °C. Elle est connue pour être une molécule très sucrée depuis 1920. Son pouvoir sucrant est 2 000 fois plus intense que le saccharose. Cependant, sa saveur sucrée est accompagnée d'un arrière-goût amer de réglisse.
Un dérivé de la périllartine, le SRI oxime V, est, quant à lui, plus soluble dans l'eau (3,3 g·L-1 à 25 °C) mais avec un pouvoir sucrant plus faible de 450.

SRI oxime V